# Eunice Kadogo
Eunice Kadogo (* 4. Mai 1994) ist eine kenianische Leichtathletin, die sich auf den Sprint spezialisiert hat. 2015 gewann sie die Silbermedaille über 100 Meter bei den Afrikaspielen in Brazzaville.

## Sportliche Laufbahn
Erste internationale Erfahrungen sammelte Eunice Kadogo bei den Afrikaspielen 2015 in Brazzaville, bei denen sie in 11,47 s die Silbermedaille im 100-Meter-Lauf hinter der Ivorerin Marie-Josée Ta Lou gewann. Zudem belegte sie über 200 Meter in 23,83 s den siebten Platz und wurde mit der kenianischen 4-mal-100-Meter-Staffel in 44,75 s Vierte. Im Jahr darauf schied sie bei den Afrikameisterschaften in Durban mit 12,18 s in der ersten Runde über 100 Meter aus und gelangte über 200 Meter bis in das Halbfinale, in dem sie mit 24,04 s ausschied. Zudem erreichte sie mit der Staffel in 46,00 s den vierten Platz. Zwei Jahre später folgte das Aus im 200-Meter-Lauf in 24,54 s bei den Afrikameisterschaften in Asaba sowie der Gewinn der Bronzemedaille mit der Staffel in 45,58 s hinter Nigeria und der Elfenbeinküste. Bei den IAAF World Relays 2019 in Yokohama ging sie mit der 4-mal-200-Meter-Staffel an den Start, konnte den Lauf aber nicht beenden. Im August nahm sie erneut an den Afrikaspielen in Rabat teil, schied dort aber mit 12,68 s bereits in der ersten Runde aus. 2022 erreichte sie bei den Afrikameisterschaften in Port Louis das Halbfinale über 100 Meter und schied dort mit 11,99 s aus und kam über 200 Meter mit 24,68 s nicht über den Vorlauf hinaus. Zudem belegte sie mit der Staffel in 45,17 s den vierten Platz. 2024 schied sie bei den Afrikaspielen in Accra mit 12,11 s im Vorlauf über 100 Meter aus und kam mit der Staffel im Finale nicht ins Ziel. Im Juni schied sie bei den Afrikameisterschaften in Douala mit 12,48 s in der ersten Runde über 100 Meter aus und gelangte mit der Staffel mit 46,63 s auf Rang sieben.
In den Jahren 2016 und 2018 wurde Kadogo kenianische Meisterin im 200-Meter-Lauf sowie 2016 auch über 100 Meter.

## Persönliche Bestzeiten
- 100 Meter: 11,47 s (+0,6 m/s), 14. September 2015 in Brazzaville
- 200 Meter: 23,64 s (−0,2 m/s), 16. September 2015 in Brazzaville